# Anna-Maria Fernández
Anna-Maria Fernández (* 22. Oktober 1960) ist eine ehemalige US-amerikanische Tennisspielerin.

## Karriere
In ihrer Profilaufbahn gewann sie fünf Doppeltitel auf der WTA-Tour. Zweimal stand sie im Viertelfinale eines Grand-Slam-Turniers, 1982 bei den Australian Open und 1987 in Wimbledon, ebenfalls im Doppel.

## Turniersiege

### Doppel
| Nr. | Datum            | Turnier  | Kategorie      | Belag             | Partnerin           | Finalgegnerinnen                 | Ergebnis      |
| --- | ---------------- | -------- | -------------- | ----------------- | ------------------- | -------------------------------- | ------------- |
| 1.  | August 1984      | Newport  | WTA World Tour | Rasen             | Peanut Louie-Harper | Lea Antonoplis Beverly Mould     | 7:5, 7:6      |
| 2.  | April 1985       | Durban   | WTA World Tour |                   | Marcie Louie        | Claudia Monteiro Beverly Mould   | 7:5, 5:7, 6:1 |
| 3.  | 25. Oktober 1986 | Singapur | WTA World Tour | Hartplatz (Halle) | Julie Richardson    | Sandy Collins Sharon Walsh-Pete  | 6:3, 6:2      |
| 4.  | 1. Februar 1987  | Auckland | WTA World Tour | Hartplatz         | Julie Richardson    | Gretchen Magers Elizabeth Minter | 4:6, 6:4, 6:2 |
| 5.  | 2. Mai 1987      | Singapur | WTA World Tour | Hartplatz         | Julie Richardson    | Barbara Gerken Heather Ludloff   | 6:1, 6:4      |